# موبیل (آلاباما)
موبیل (به انگلیسی: Mobile) سومین شهر پرجمعیت در ایالت آلاباما آمریکا است.
جمعیت این شهر در سرشماری سال ۲۰۰۰ میلادی ۱۹۸٬۹۱۵ نفر شمارش شد.
بنیاد این شهر برمی‌گردد به سال ۱۷۰۲. موبیل در آن تاریخ نخستین پایتخت مستعمره فرانسوی لوئیزیانا بود. نام موبیل از قبیلهٔ سرخ‌پوستی موبیلی گرفته شده‌است که در منطقهٔ خلیج موبیل زندگی می‌کردند.